# 어신항
내신항은 경상남도 고성군 회화면 어신리에 있는 어항이다. 2002년 8월 6일 어촌정주어항으로 지정되었으며, 관리청과 시설관리자는 고성군수이다.

## 어항 구역
어신항의 어항구역은 다음과 같다.
- 수역: 16,470m2
- 육역: 1,898m2

## 어항 시설
- 호안 145m, 선착장 77m

## 주요 어종
- 굴, 감성돔, 도다리, 갯가재 등

## 주변 관광
- 당항포관광지 : 충무공의 멸사봉공의 혼이 깃든 당항포대첩지를 길이  후손에 전하고자 군민들이 뜻을 모아 1981년 성금으로 대첩지를 조성하고 1984년 관광지로 지정되어 2006년과 2009년에 경남고성공룡 세계엑스포를 개최한곳으로 자연교육 및 가족, 단체 휴식 공간으로  활용할 수 있는 다목적 관광지이다.
- 옥천사 : 옥천사는 의상대사가 당(唐)나라 지엄법사(智儼法師)에게서 화엄학을 공부하고 돌아와, 화엄을 강론하기 위해 670년(신라 문무왕 10)에 창건한 절이다.
- 공룡발자국: 선착장에서 남쪽으로 300m정고 가면 공룡발자국이 산재해 있어 간조시는 탐방할 수 있다

## 관련 축제
- 경남고성전국마라톤대회(1월)
- 당항포 대첩축제, 고성공룡나라축제(7월)
- 소가야문화제(9월)